# Лецьки
Лецьки — село в Україні, у Бориспільському районі Київської області. Населення становить 851 осіб. Входить до складу Циблівської сільської громади.

## Географія

Село Лецьки розташоване в долині р. Броварки на північ від дороги Переяслав — Пологи-Яненки. Територія села умовно поділяється на дві частини: Старе село, що включає здавна заселені землі, й Нове село — нові забудови останніх десятиліть.
Особливу цікавість та цінність представляє Старе село, зосереджене, головним чином, вздовж річки. Воно включає давні об'єкти, які, очевидно, й стали основою для виникнення села.

## Назва
Походження назви села мовознавець В. М. Брахнов пов'язує із словом «лядина» — дика, необроблювана ділянка, посилаючись на перекази, згідно з якими село раніше називалося Лядське. Існує також інша версія, що виводить назву від імені Лесько (Лесик). Зокрема за народною етимологією село отримало свою назву від першопоселенця — козака Лецика. На картах Гійома де Боплана, створених у другій чверті XVII ст., село зустрічається в перекрученій формі Лашки (Laszky). Назва села досить незвична для Середньої Наддніпрянщини, але не єдина. Так в межах Київської області існує кілька сільських населених пунктів із буквосполученням -цьки: Великі Прицьки, Дацьки, Онацьки, Хоцьки та Яцьки. Можливо це вказує на архаїчне виникнення назви населеного пункту. Версія В. М. Брахнова про походження назви с. Лецьки, не заперечує дане припущення. Саме поняття «лядина» в розумінні необроблюваної, цілинної землі, досить давнє й походить із старослов'янської мови. Назви такого плану характерні для порівняно раннього періоду і чітко відрізняються від ойконімів, що сформувались у XVII ст. (головним чином від козацьких прізвищ та прізвиськ).

## Історія
Проблема виникнення та історичного розвитку села й тим більше вивчення топонімії, у попередні роки майже не розглядалась. Ще в 1950-х рр. В. М. Брахнов звертав увагу на особливості назви села та здійснив спробу її пояснити. Досить побіжно згадується село в багатотомному виданні «Історія міст і сіл УРСР». Розвідки відділу археології ПХІКЗ проведені в 1975-76 і 1990-91 рр. дозволили створити певну інформативну базу для подальшого дослідження проблеми, зосереджену у археологічних звітах. Але варто відмітити, що до інформації про топоніміку слід відноситися з обережністю і перевіркою, оскільки в ній можуть міститись неточна прив'язка на місцевості, неправильні ототожнення та написання тощо. Першу спробу обробки і систематизації зібраних топонімів здійснив О. В. Колибенко. Ним укладено короткий перелік топонімів Переяславщини, куди ввійшла незначна частина топонімів с. Лецьки. Подальші дослідження, здійснені автором даної публікації, дозволили дещо збільшити обсяг інформації про населений пункт та його околиці.
Досить цікавим й досі відкритим залишається питання про існування в сучасних межах села поселенських структур, різних хронологічних періодів, які вдало вписуються в археологічну карту Переяславщини. Результатами археологічних розвідок встановлений початковий етап заселення даної території — епоха мезоліту. Досить рідкісними є й пам'ятки енеоліту. Ширше представлені пам'ятки ранньої та середньої бронзової доби. Їх характерною рисою, для даного мікрорегіону, є наявність просторового зв'язку між поселеннями та курганними похованнями, які часто розміщуються на невеликій відстані один від одного. Пам'ятки з матеріалами зазначеного періоду в значній кількості виявлені в долині Броварки й логічно доповнюють комплекси ранньої та середньої бронзової доби території нижнього Потрубіжжя та лівобережжя Середньої Наддніпрянщини. Це свідчить про поширення поселенських структур подібного типу в глиб плато лесової тераси. Єдине поселення білогрудівської культури в ур. Береги репрезентує епоху пізньої бронзи. Загалом, пам'ятки цієї культури рідкісні для долини Броварки. Незначна кількість матеріалів, низький рівень дослідженості та постійно діючий фактор руйнації пам'яток заважає побудувати чітку картину заселеності мікрорегіону в період бронзи.
Важко говорити про існування в межах сучасної території села населення скіфо-сарматського часу, оскільки відсутні чіткі дані, що вказували б на це. Єдиною на цей час сарматською знахідкою є бронзова шпилька із Розгребиної могили, що знаходиться неподалік села.
Наступним етапом збільшення концентрації населення в околицях сучасного села став пізньоримський час. Цей період відзначився щільною заселеністю обох берегів р. Броварки в межах мікрорегіону. Близько п'яти пам'яток містять ліпну кераміку київської культури або кружальну черняхівської культури.
Значно простіше складається ситуація з періодом Київської Русі. Археологічні розвідки останніх років дозволив локалізувати в околицях с. Лецьки два селища давньоруського часу, розміщені на відстані 2 км одне від одного. Обидві пам'ятки розташовані на пологому лівому березі р. Броварки. Інший, правий берег річки, очевидно, був заселений компактними групами (родами) напівкочових тюркських племен, у даному випадку — берендеями, що виконували подвійну функцію: окрім догляду за княжими табунами коней, вони заповнювали території, що вважалися небезпечними в плані оборони від нападів половців.
Таке географічне розміщення згаданих селищ дозволяє зробити припущення про входження їх поряд із селищем та городищем (літописне м. Воїн) в межах с. Вінинці в оборонну систему Переяславля Руського в межиріччі Трубежа-Супою (комплекс, створений городищами в сс. Гайшин, Ташань, Вінинці, Циблі; «Змійовими» валами та заселенням торками і берендеями районів, небезпечних від половців).
У другій чверті XIII ст. поселенські структури даної території, були знищені внаслідок вторгнення монгольського війська. Складно говорити про існування тут будь-якого населення в післямонгольський час, оскільки відсутні археологічні та писемні свідчення цьому. Враховуючи факт присутності с. Лецьки на картах Боплана, як сформованої адміністративної одиниці з достатньо великою кількістю жителів, очевидно, час виникнення села слід віднести до кінця XVI-початку XVII ст. Що й підтверджується виразним керамічним матеріалом. На даний момент, давнім його центром слід вважати територію в трикутнику ур. Переходенка — ур. Шкільний Двір — куток Буряківщина.
Незважаючи на значний вік даного населеного пункту, більшість його мікротопонімів, що дійшли до наших днів, мають топооснову, сформовану в пізніші часи. Зрозуміло, їх назви виникали протягом різних хронологічних періодів, що дозволяє отримати певну історичну інформацію, закладену в цих топонімах. Пропоновані нижче назви (мікротопоніми) добре розкривають як сам процес топонімізації, так і характерні ознаки часу його реалізації.
Мало Михайлівську церкву 
Є на карті 1812 року
В селі Лецьки станом на 1926 рік нараховувалося 237 дворів та проживало 1772 мешканці. В 1930 році створений колгосп «Соцперебудова». При цьому було розкуркулено 5 заможних селянських родин. Загальна кількість померлих від голоду по Лецьківській сільській раді (села Лецьки, Віненці, Пологи-Чобітьки) — 1265 чол. В с. Лецьки — 456 чол. Померлі від голоду були поховані на сільському кладовищі. З ініціативи сільської ради на кладовищі встановлено дерев'яний хрест в пам'ять жертвам Голодомору 1932—1933 років.

## Населення

### Мова
Розподіл населення за рідною мовою за даними перепису 2001 року:

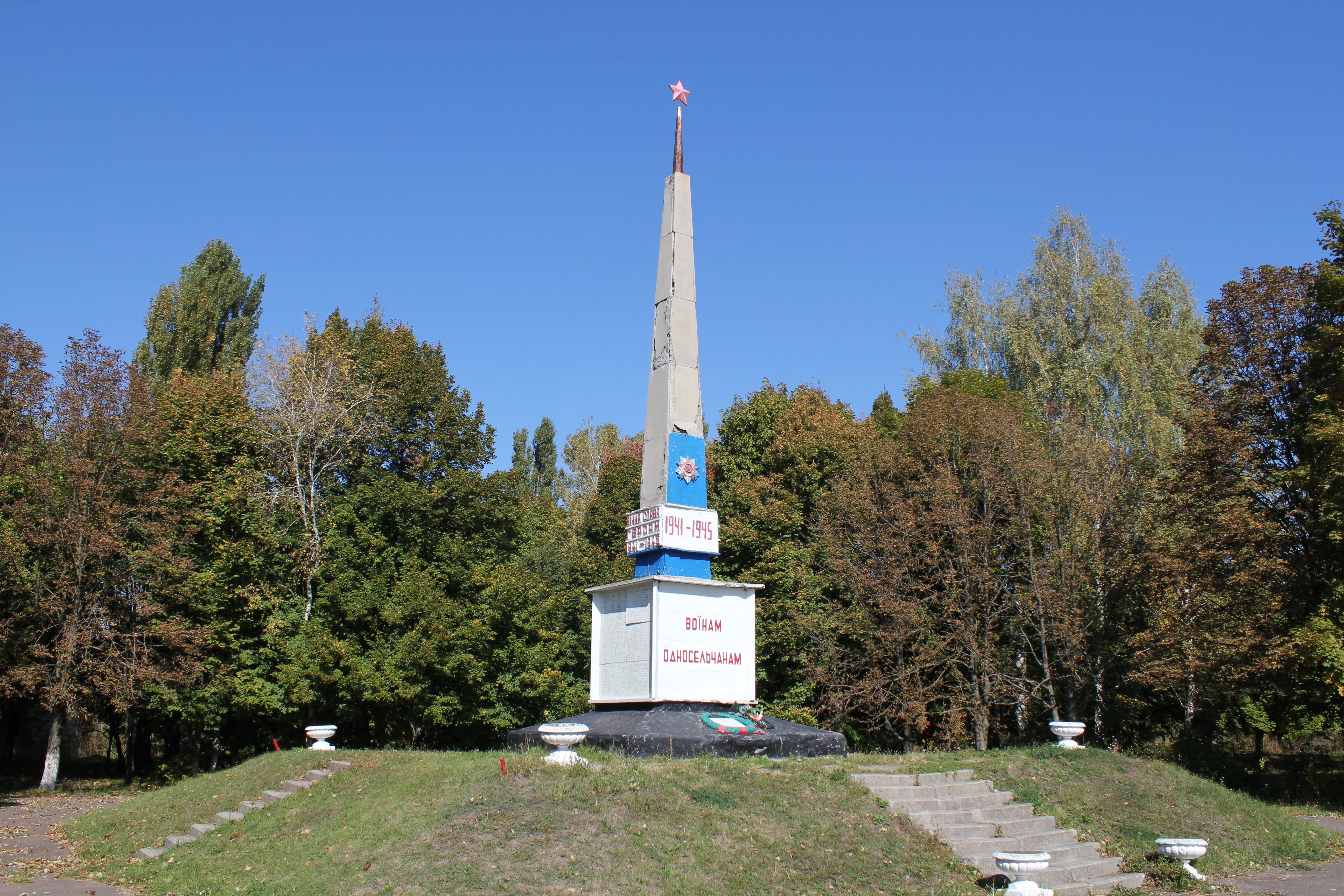
Братська могила воїнів Червоної Армії та могила Героя Радянського Союзу Добрікова І. А., які загинули в роки Другої світової війни, село Лецьки, центр села

| Мова       | Кількість | Відсоток |
| ---------- | --------- | -------- |
| українська | 844       | 99.18%   |
| російська  | 7         | 0.82%    |
| Усього     | 851       | 100%     |

## Топоніми с. Лецьки
1. Береги — прибережна територія лівого берега р. Броварка на південний схід від села. Фактично від Гребельки до крайніх садиб с. Пологи-Чобітки (старі). Назва походить від слова «берег». Незважаючи на рівнинний, степовий ландшафт обох берегів річки, місцеве населення завжди протиставляло лівий (ур. Береги) правому (ур. Солонці).
У східній частині урочища виявлено пам'ятку з матеріалами неоліту, енеоліту, ранньої бронзи, культури багатоваликової кераміки (далі КБК), білогрудівської, київської і черняхівської культур, давньоруського та пізньосередньовічного часів.
2. Беренда (Баранівщина) — розташована в східній частині села. Назва кутка — це типовий етнотопонім, що походить з давньоруського часу, від найменування так званих, літописних «своїх поганих» — напівкочових тюрків берендеїв. Очевидно, саме вони, знаходячись на службі в переяславських князів крім функцій прикордонної сторожі, займалися випасом князівських табунів. Враховуючи зручні для такого роду занять природно-географічні умови околиць с. Лецьки з яскравими рисами степового ландшафту, дане припущення здається досить ймовірним. Можливо в минулому, етнотопонім стосувався ширшої території правобережжя р. Броварка, а до наших днів «дожив» у вузькому значенні — в назві сільського кутка. Інша, пізніша назва — Баранівщина, була сформована на основі прізвища роду Баранів, представники якого проживають в його межах й нині. Зокрема в 1763 р. сільським отаманом зафіксовано Данила Барана. Археологічні розвідки даної території не проводилися, лише в східній частині знайдено матеріал епохи середньої бронзи.
3. Буряківщина — куток села, знаходиться на правому березі р. Броварки на захід від центральної вулиці (вул. Добрікова). Займає місце вигину річки. Назва походить від прізвища роду Буряків, який довгий час проживав на цьому місці. Перші згадки про рід відносяться до часів Визвольної війни, коли його представники називалися Бураченками. У 20-х рр. XVIII ст. Бураченки змінюють своє прізвище і іменуються Буряками. Археологічними розвідками на території кутка виявлено кераміку XVIII ст.
4. Бухановська Левада — луки заплави правого берега р. Броварка, розташовані між кутками Романівщина, Селянщина, Баранівщина і річкою. Належала заможному землевласнику, якого місцеві жителі за традицією називають «паном Бухановським».
5. Бухановський Закіп — виположений рівчак слабо хвилястої конфігурації. Був межею земельних володінь. Весною ним тала вода з боліт скидалася до р. Броварка, що іноді спостерігається в наш час. Внаслідок меліоративних робіт, закіп повністю не зберігся. Довжина вцілілого сегмента близько 200 м. Назва походить від прізвища власника — «пана Бухановського». Східніше вказаного закопу існувало ще двоє, які не збереглися.
6. Велика Лука — сінокісні луки між болотами в ур. Солонці. Простягалися на північний захід від кургану Висока могила. Розорані.
7. Глибока — колишня дорога довжиною 651 м, займає схил вододілу лівобережжя р. Броварка. Простягається паралельно сучасній дорозі, що веде до села і являє собою глибокий та широкий задернований рів. Опади і вибірка глини місцевим населенням для будівництва хат в минулому, сприяли поглибленню дороги. Звідси й походить назва дромоніма. Сполучалася з шляхом на с. Хоцьки (ур. Ровець). Занепала в середині XX ст. Остаточного вигляду Глибока набула після будівництва сучасної в'їзної дороги; ґрунт з неї брали на підсипку останньої.
8. Гребелька — земляна гребля з дерев'яним мостом через Броварку на південно-східній околиці села. У даний момент ця частина річки засипана і тепер тут проходить звичайна ґрунтова дорога, під якою по металевій трубі протікає річка.
9. Гребля — земляна гребля, яка складається з двох сегментів, з'єднаних мостом через р. Броварка.
10. Жабокруківка — розміщувалася поруч з кутком Романівщина, хоча точне місце знаходження не відоме. Назва пов'язана з територіальною близькістю до річки, де було добре чути квакання жаб.
11. Жуликівщина — південно-східний край села на лівому березі р. Броварки. Назва кутка, походить від вуличного прізвиська роду Жуликів, представники котрого переважали на цій території. Топонім виник близько 100 років тому: за спогадами жителів, на місці кутка розміщувалося найдавніше, а можливо одне з найдавніших сільських кладовищ, яке не збереглося до наших днів. Встановити його приблизні межі неможливо, заважає садибна забудова. Впевнено можна лише говорити про північно-східний край кутка, де на розораній ділянці зафіксовані зруйновані поховання. На трьохверстовій Військово-Топографічній карті Російської Імперії другої половини XIX ст. куток в селі не показаний, тобто кладовище ще існувало, хоча й не використовувалося за призначенням. Карта Генерального Штабу Червоної Армії показує Жуликівщину фактично сформованою у сучасних межах. Виникнення і поступове розростання цієї частини села протягом кінця XIX — першої чверті XX ст. призвело до руйнування кладовища. Принагідно зазначимо, що жителі села 1920-х рр. народження самого кладовища вже не бачили, а лише пам'ятають кладовищенський рів порослий дерезою, навколо якого лежали городи і за розповідями старших за віком людей, котрі народилися в останні десятиліття XIX ст., заставши кладовище у занедбаному стані. Поблизу Жуликівщини виявлено різночасові матеріали, представлені знахідками КБК, київської культури, давньоруського часу (XII-перша половина XIII ст.) та пізнього середньовіччя (XVIII ст.).
12. Завгоріддя — північно-північно-східна частина села на правому березі р. Броварки. Назва визначається особливістю розміщення кутка — «за городами». Сама назва топоніма вказує на порівняно недавню забудову цієї частини села. В XIX ст. Завгоріддя не існувало: місцевість використовувалася під городи, поруч стояли 11 вітряків. Куток формувався в перші десятиліття радянської влади, внаслідок нестачі земельних ділянок у самому селі для проживання та обробітку. Тому виникла необхідність розширення площі села під забудову. Таким чином Завгоріддя поступово заселилося до 1940-х рр.
13. Загребелля — південно-південно-східна, лівобережна частина села значних розмірів. Назва топоніма походить від географічного положення за греблею та річкою, по відношенню до правобережної частини села. Навіть ще 40—50 років тому, мешканці Загребелля («загребельці») протиставляли себе жителям села («селянцям»), тобто правого берега, де існував великий і основний за площею куток Селянщина. У західній частині Загребелля виявлено могильник черняхівської культури та кераміку XVIII ст..
14. Клуб — мікротопонім в центральній частині села на правому березі річки. Фактично це ділянка колишнього погосту церкви св. Архістратига Михаїла, перші згадки про яку відомі з XVIII ст.. Місце розташування старого будинку культури с. Лецьки, збудованого на місці церкви. У північній частині ділянки знаходиться уламок надмогильного пам'ятника XIX — початку XX ст.
15. Коворот — територія, займає край вулиці села, яка проходить вздовж річки по її лівому березі. В основу топоніма лягла народна назва повороту вулиці — «коворот», по відношенню до основної вулиці (вул. Мостового).
16. Коржові Луки — луки на лівому березі р. Броварка. Простягаються на південний схід від Гребельки, паралельно ур. Береги. Назва походить від прізвища власника — Корж. Розорані. У східній частині урочища спорадично трапляється кераміка доби ранньої бронзи та ранніх слов'ян.
17. Левада — сінокісні луки заплави і частково мисового підвищення лівого берега р. Броварка в північно-західній околиці села. Використовуються за призначенням до сьогодення. На підвищенні зафіксовано кераміку КБК і черняхівської культури.
18. Левада — сінокісні луки в південно-західні частині Загребелля. З півдня її обмежувала ґрунтова дорога на Переяслав (Шляшок), із заходу землі с. Вінинці. Власник не відомий. Виникла у дореволюційні часи, зникла приблизно в середині XX ст. Нині знаходиться під садибами та городами.
19. Манжулина Левада — сінокісні луки, на півдні кутка Загребелля. Після колективізації тут розміщувалися господарські споруди колгоспу «ім. Соцперебудови», що сприяло збереженню ділянки. Наприкінці 1930-х рр., після перенесення колгоспу на інше місце, колишня левада поступово забудовується садибами і використовується під городи. Назва топоніма походить від прізвища власника Микити Манжули.
20. Машина Левада — сінокісні луки в межах кутка Селянщина, на правому березі річки. Назва топоніма походить від жіночого імені — Марія (в селі її по-вуличному називали Бояриня), якій належала левада. Зараз не існує, місце зайняте садибами та городами.
21. Наталеччина Левада — луки заплави правого берега р. Броварка, розміщені в північній околиці села поруч з кутком Тупиківщина. Назва походить від вуличного прізвиська власника левади — Наталечка (справжнє прізвище Юрченко). Більшу частину урочища займає поселення черняхівської культури, яке продовжується і на сусідній з левадою куток села Тупиківщину.
22. Нове Село — найновіша частина села, збудована на межі сс. Лецьки і Вінинці для переселенців з Чорнобильської зони наприкінці 1980-х рр. Назва походить від поняття нового заселеного місця, на противагу основному, давніше заселеному.
23. Опанасенкова Левада — сінокісні луки південної частини Загребелля, обмежені з півдня ґрунтовою дорогою на Переяслав (Шляшок), з півночі і сходу стежками, котрі відділяли їх від інших городів. Виникла в дореволюційні часи, зникла протягом 30-х рр. XX ст. внаслідок виділення цієї ділянки селянам під забудову та городи. Хоч левада не існує, її місце можна виявити за старими орієнтирами, що залишилися — стежками та частиною Шляшка (вул. Радянська). Назва походить від прізвища (прізвиська) родини Опанасенків.
24. Остравок — заплава лівого берега р. Броварка, розміщена на південний захід від Греблі. У минулому повністю зарослий «гав'яром» — місцева назва аїру тростинового (Acorus calamus L.), який різали в переддень свята Зелена Неділя. Етимологія назви не зрозуміла.
25. Переходенка — територія правого берега річки в північно-західній частині села. Урочище назване від вуличного прізвиська місцевого жителя — Переходенко (справжнє прізвище Канівець), поруч якого розташовувався його двір.
На південь від урочища виявлено різночасове поселення, у матеріальний комплекс якого входять знахідки бронзової доби, пізньозарубинецької і київської культур, матеріали давньоруського, пізньосередньовічного та ранньомодерного часу. Особливо цікаві керамічні комплекси кінця XV — початку XVI ст., а також першої половини XVII ст., котрі вказують на найдавніший центр села.
26. Переходівщина — урочище північно-західної частини села, на лівому березі річки. Розташовується поряд з кутком Коворот. В основі назви лежить слово «перехід», завдяки можливості короткого переходу з Ковороту до Левади і навпаки.
27. Перехресна — мікротопонім при в'їзді в село, де перетиналася головна вулиця (тепер вул. Добрікова) з Шляшком (тепер вул. Радянська). Розташовувалася в південній частині Загребелля, на лівому березі р. Броварка. Час виникнення можна пов'язувати з першою половиною XX ст., але не виключається раніша хронологічна межа.
28. Ровець — стара ґрунтова дорога, пізніше стежка від с. Лецьки в напрямку до с. Хоцьки (в XIX ст. волосний центр, в 30-50-х рр. XX ст. центр МТС). Відходив від Глибокої дороги в південному напрямку до головного шляху Переяслав-Золотоноша. Добре локалізується на військових картах другої половини XIX –другої чверті XX ст. Нині не існує. Згідно з переказами, у першій половині XX ст., дорога нагадувала неглибокий рівчак, що і лягло в основу назви дромоніма.
29. Рожок — ріг (ріжок) центральної (вул. Добрікова) та прилеглої (вул. Шевченка) вулиць села.
30. Романівщина (Романщина) — територія правого узбережжя річки на південний схід від центральної вулиці села. Обмежена з північної сторони вул. Першотравневою, з півдня самою річкою. Назва походить від прізвища Романенко, оскільки рід Романенків головним чином населяв куток. У межах кутка виявлені матеріали XVIII—XIX ст..
31. Сад Бухановського — ряд дерев глоду криваво-червоного (Crataegus sanguinea Pall.) розміщений на східній околиці села в заплаві правого берега р. Броварка, поблизу ур. Гребелька. Залишок значного за своєю площею саду (яблуні, груші, вишні, глід) «пана Бухановського», що займав навіть певну частину кутка Беренда. Назва походить від прізвища власника.
32. Селянщина — основний за площею куток села на правому березі р. Броварка. У межах вулиць Добрікова, Польової і Першотравневої, зі сходу межує з кутком Беренда (Баранівщина) та Бухановською левадою.
33. Синій Куток — територія на схід від кутка Жуликівщина, навпроти Беренди. Займає вигин лівого берега річки. Етимологія назви не зрозуміла.
34. Солонці — місцевість на північ та схід від с. Лецьки, у напрямку сс. Виповзки та Пологи-Вергуни, що використовується під посіви та пасовища. Назва походить від насиченості ґрунту мінеральними солями, що місцями виходять на поверхню (фації білого кольору). У минулому урочище являло собою заболочену місцевість з ділянками лучного степу, осушену в 70-х рр. XX ст. Нині ландшафт Солонців має яскраво виражений степовий характер помережаний сіткою меліоративних канав.
35. Товкачівка — сінокісні луки, місце розташування яких тепер не відоме. Згадується в 1709 р. у зв'язку з розподілом спадку Христини Товкачівни. Рід Товкачів ще на початку XX ст. проживав у Лецьках.
36. Тупиківщина — куток в північній частині села на правому березі р. Броварка. Розташовується по обидві сторони вулиці, що вела до кінця села в бік с. Вінинці (нині вул. Ветеранів). Таким чином утворюється своєрідний «тупик» — як його називають жителі села. Звідси, напевне, й походить назва кутка. Є свідчення, про одну сім'ю, яка проживала на кутку, у наслідок чого отримала прізвисько — «Тупики». В XIX ст. Тупиківщина займала положення між вулицею і річкою, а до початку 30-х рр. XX ст. її площа збільшилась, внаслідок забудови протилежної сторони вулиці, у бік поля. У таких межах куток залишається й до наших днів. У північній частині виявлені знахідки епохи бронзи, київської та черняхівської культур та кераміка XVIII ст.. На території кутка знайдені найдавніші нумізматичні знахідки села — денарій римського імператора Марка Аврелія Антоніна (121—180 рр.) та денарій наслідника престолу Луція Елія (100—138 рр.), котрі прив'язуються до матеріалів черняхівського часу. Цікава, сама по собі, знахідка двох свинцевих куль типу Міньє, які можливо були принесені у село кимось із місцевих жителів, що проходив військову службу в середині XIX ст. у російській армії.
37. Шкільний Двір — територія, розміщена на правому березі р. Броварка в центрі старої частини села, обабіч центральної вулиці Добрікова, навпроти церковища. Відносно новий топонім. Назва походить від подвір'я старої сільської школи, яку влаштували з хати попа. Назва урочища збереглася й після ліквідації школи і трансформації подвір'я у парк. Археологічними розвідками зафіксовано кераміку XVII—XIX ст.
38. Шляшок — ґрунтова дорога XIX ст., що проходила повз південну частину села і була шляхом сполучення Переяслав — Гельмязів. До наших днів зберігся лише невеликий відрізок дороги успадкований вул. Радянською. Втратив своє значення на початку XX ст. у зв'язку з існуванням нового транспортного шляху Переяслав — Пологи-Яненки.
39. Шлях — сучасна автомобільна дорога Переяслав — Пологи-Яненки. Окремі її ділянки були створені ще в довоєнний період. Остаточно сформувалася у 60-ті рр. минулого століття.
Відомо також ряд топонімів іншого класу — гідронімів. Східні околиці с. Лецьки (ур. Солонці) згідно з переказами були густо вкриті «долинками» та «рокитами».
«Долинки» — пологі блюдцеподібні западини природного походження, діаметром в кілька сот метрів і менше, які утворилися внаслідок просідання товщі лесу. Часто пересихали в спекотні періоди. Основними джерелами поповнення води були підземні води і опади. Внаслідок весняної повені вони розливалися, з'єднуючись між собою, «рокитами» та річкою, у долині якої вони концентрувалися. На жаль, меліоративні роботи призвели до цілковитого знищення цих малих водних об'єктів. Нам вдалося зібрати власні назви п'ятнадцяти долинок, які збереглися в народній пам'яті. Долинки носять назви, що походять від імен, прізвищ та прізвиськ власників землі, на якій вони розміщувались, або ж від певних своїх особливостей. Як зазначили респонденти, назвами користувалися в XX ст., а виникли вони дещо раніше, принаймні не пізніше XIX ст.
40. Озірна — розміщена за 485 м на північний схід від с. Лецьки, на правому березі р. Броварка. Внаслідок меліоративних робіт вона частково втратила первісну форму (південна частина розчищена). У зв'язку із значними розмірами (діаметр 280 м), її очевидно, порівнювали з озером, що й лягло в основу назви. Добре ідентифікується на карті Генерального Штабу Червоної Армії, як єдиний значний водний об'єкт. На південно-східному краю долинки розміщений зруйнований курган невеликих розмірів, у якому пастухи викопували землянки для схову від негоди.
41. Баранова — розміщувалась на схід від колишньої дороги до с. Натягайлівка (зараз не існує) і на південний схід від Озірної. В основі лежить прізвище Баран, носії якого проживають на території Баранівщини (Беренди). Долинка не існує.
42. Близнюкова — лежала на північ від Катериниччиної долинки. Весною з'єднувалась з нею протокою. Назва походить від прізвища (прізвиська) Близнюк. Не існує.
43. Гапійова — розміщувалась західніше Катериниччиної. Назва походить від імені (прізвиська) Гапій (Агафій?). Не існує.
44. Гогина — знаходилась на північний схід від Озірної та північний захід від Баранової. Назва походить від імені (прізвиська) Гога, яке має виразні кавказькі аналогії. На кутку Беренда проживала сім'я Гогенків. Долинка не існує.
45. Дядьова — розташовувалась на межі земель сс. Лецьки та Пологи-Чобітки (старі). Назва походить від прізвиська Дядьо (справжнє прізвище Устич). Не існує.
46. Катериниччина — розміщувалась на північний схід від села та на північ від Озірної. Під час весняної повені сполучалася протоками з Озірною та Близнюковою долинками. Гідронім походить від імені власниці землі, де розміщувалась долина — Катерини. Зараз не існує.
47. Конончукова — знаходилася на північний схід від Озірної та на захід від Високої могили. Назва походить, від прізвиська Конончук. Не існує.
48. Кругленька — знаходилася на північний схід від Опанасенкової та на південний захід від Молосіївської долини. Назва походить від конфігурації берегової лінії, що мала яскраво виражену форму кола. Вирізнялася поміж інших великою глибиною. Не існує.
49. Марковичівська — знаходилася на схід від села та на південний схід від Озірної, поблизу річки. Назва походить від імені Марко або прізвища (прізвиська) роду Марковичів. Не існує.
50. Молосіївська — розміщувалась на північний схід від села та Катериниччиної долинки. Назва походить від прізвища власників землі, на якій розташована долинка, у пам'яті місцевих жителів — «панів Молосіївських». Не існує.
51. Опанасенкова — знаходилася на схід від Катериниччиної долинки та на північний схід від Озірної. Назва походить від прізвища (прізвиська) роду Опанасенків. Не існує.
52. Прохорівська — була розташована східніше Марковичівської долинки, поблизу річки. Назва походить від прізвиська роду Прохорівських. Не існує.
53. Ращишина — розташовувалася східніше Катериниччиної та Близнюкової долинок. Назва походить від прізвиська Ращиха. Не існує.
54. Чорна — розміщується за 442 м на північний схід від села та за 321 м на південний схід від сучасного сільського кладовища. Долинка осушена, але не знищена меліорацією. Діаметр 85,5 м. З північної сторони долини трапляється ліпна кераміка епохи бронзи. Етимологія назви не зрозуміла.
Поруч з долинками існували й інші водні утворення — «рокити». Вони являли собою степові болота вкриті густою вологолюбивою рослинністю, серед якої переважав сусак зонтичний (Butomus umbellatus L.) — в місцевій говірці «сотник». Осушені меліорацією.
55. Казенні рокити — простягалися на північний схід від с. Лецьки та на північ від кургану Висока могила. Назва походить, очевидно, від розташування урочища на державній (казенній) землі.
56. Молосіївські рокити — знаходилися на північний схід від села. Назва пов'язується з «панами Молосіївськими», на землі яких розташовувалося дане болото.
57. Шепельові (Шипильові) рокити — простягалися на північ від села. Назва походить від прізвища власників цієї землі — родини Шепелів.
Частина гідронімів безпосередньо пов'язується з р. Броварка, оскільки вони розміщуються в її межах.
58. Гнилий — опар (яма), що знаходився в річці навпроти кутка Беренда. Повільна течія Броварки призводила до застою води і гниття органічних решток. Звідси, як ми вважаємо, опар і отримав свою назву.
59. Кубонія — глибока та розчищена частина річки, що зі сходу межує з ур. Гребля. Викопали її ще в дореволюційні часи, пізніше поглиблювали в окремих місцях. В Кубонії купалися, напували худобу, ловили рибу, на березі проводили свята. За свідченнями жителів села саме тут купали військових коней в часи Другої світової війни. На карті Генерального Штабу Червоної Армії показана у вигляді невеликого озерця. Можливо назва утворена від слова «купання» або «купіль».
60. Сибір — опар (яма), що знаходився в річці навпроти кутка Беренда. Згідно з переказами поверхня річки над ним слабо замерзала взимку або не замерзала зовсім. Етимологія назви не зрозуміла.
61. Супротивка — місцева назва р. Броварки. В основі назви за народною етимологією лежить характерна особливість напрямку течії річки на північний захід, тобто проти течії р. Дніпро. Типова степова річка в Золотоніському (Черкаська обл.) та Бориспільському (Київська обл.) р-нах, ліва притока р. Трубіж. Довжина 52 км, площа водозбору 338 км².. Річище звивисте, з повільною течією та заболоченими берегами. Характерною особливістю Супротивки є те, що жителі сіл, розміщених на її берегах, називають річку по-різному (Каратулька, Чорна, Кирпичанка, Чирська, Лукашівка, Яненка), замінюючи іноді слово «річка» — «болотом».
62. Цівковщина — частина річки, що межує з ур. Сад Бухановського, поросла високим (5-6 м) очеретом. Назва гідроніма походить від слова «цівка» — котушка для ниток, що застосовувалася в човнику ткацького верстата, для виготовлення якої були придатні порожні стебла цього очерету. Зовнішньо він схожий на більш низькорослий (до 4 м) очерет звичайний (Phragmites australis (Cav.) Trin. ex Steud), яким заросло річище, але на відміну від останнього, займає вузько локальний ареал проростання, поближче до правого берега, не поширюючись за його межі. Місцеві старожили не пам'ятають звідки з'явився гігантський очерет, тому ми маємо дві версії щодо його походження. Перша — очерет іншого виду був посаджений «паном Бухановським» у власних землях поруч зі своїм садом. Друга — гігантизм очерету спричинений особливим хімічним складом ґрунту на якому росте і таким чином може бути цікавою ботанічною пам'яткою.
Значна частина топонімів с. Лецьки пов'язана з земляними спорудами (курганами, майданами). В околицях населеного пункту їх відомо близько 30-ти, проте власні назви збереглися не у всіх.
63. Великий майдан — знаходився на південь від села та за 426 м на південний захід від дороги Переяслав — Пологи-Яненки (ур. Шлях). За переказами використовувався під скотомогильник. Зруйнований під час влаштування тракторної бригади. Майдан мав звичайну форму для такого типу земляних споруд — кільцеподібний насип діаметром, приблизно 45 м з розімкнутими кінцями і лійчастою западиною та однією парою вусів-валків. Висота залишків до 2 м.
64. Висока могила — розміщується за 2,03 км на північний схід від с. Лецьки в ур. Солонці. Висота — 2,28 м, діаметр — 40 м насип дещо витягнутий з півночі на південь, західна частина зруйнована. Раніше на кургані був вкопаний дерев'яний стовп — геодезичний знак.
65. Глуха могила — розміщувалася на південний захід від с. Лецьки, неподалік дороги Переяслав — Пологи-Яненки. Зруйнований у 1960-х рр. На місці кургану існує полога западина — мікротопонім «Долина».
66. Гогина могила — розміщувалася біля однойменної долинки в ур. Солонці. Можливо з цією назвою слід ототожнювати невеликий курганчик діаметром 36 м і висотою близько 2 м, який знаходиться за 1,34 км на північний схід від краю села і за 668 м на схід від Озірної.
67. Гостра могила — курган, розташований на південний захід від с. Лецьки, за 182 м південніше дороги Переяслав — Пологи-Яненки (ур. Шлях). Діаметр — 53 м, висота — близько 6 м. Досліджувався Д. Я. Самоквасовим у 1877 р. Під насипом знайдено поховання ранньобронзового часу з крем'яним наконечником, кілька поховань «своїх поганих», одне з яких із конем.
68. Зелена могила — розміщувалася в ур. Солонці. Топонім не піддається перевірці.
69. Козулиха — курган в межах ур. Береги. Топонім не перевірений.
70. Лисенка могила — курган в ур. Солонці. Топонім не локалізовано.
71. Майдан — майдан, на якому розташоване сучасне кладовище с. Лецьки. Розташований за 540 м на північний захід від найближчого краю села. Має кільцеподібний насип висотою від 3,14 м до 2,93 м з розімкнутими кінцями, лійчасту западину і пару вус-валків, висотою від 1 до 2,5 м. Простір між валками називають ще Сковородою.
72. Малий майдан — знаходиться на південь від села і від дороги Переяслав — Пологи-Яненки (ур. Шлях), навпроти колишнього колгоспного двору. Висота — 1,76 м, діаметр — 56 м. Розораний і тому більше схожий на курган.
73. Розгребина могила — розміщується за 2,06 км на південний схід від с. Лецьки та за 903 м на північний захід від с. Пологи-Чобітьки, поруч з дорогою Переяслав — Пологи-Яненки (ур. Шлях). Діаметр — 48 м, висота — 6, 62 м. Курган було зруйновано ще в давнину з порушенням конфігурації насипу, від чого він отримав відповідну назву. При обстеженні пам'ятки знайдено бронзову сарматську шпильку III—I ст. до н. е..
74. Солончиха — курган в межах ур. Солонці. Топонім не перевірений.
75. Тарасова могила — курган в межах ур. Солонці. Топонім не локалізовано.
76. Шепельові (Шипильові) могили — курганна група в ур. Солонці. Топонім не локалізовано. Можливо знаходилися поряд з однойменними «рокитами».
Наведена вище сукупність топонімів певним чином дає уявлення про історико-культурний розвиток території та околиць с. Лецьки. Зокрема, що дуже важливо, про побутове життя населення. На жаль це далеко не всі топоніми, оскільки значна частина їх, особливо найдавніших, не збереглася. Однак, вивчення та збереження існуючих сьогодні місцевих назв є спробою зберегти й використати в наукових цілях цей багатющий пласт історико-культурної спадщини нашого народу.

## Видатні уродженці
У селі Лецьки народились такі відомі особистості:
- Канівець Михайло Якович (1926—1984) — український радянський партійний діяч, завідувач відділу легкої і харчової промисловості ЦК КПУ. Депутат Верховної Ради УРСР 9-10-го скликань. Кандидат в члени ЦК КПУ.
- Іван Коваленко (13 січня 1919, Лецьки — 18 липня 2001, Боярка) — український поет-дисидент, його іменем в Лецьках названо вулицю.
- Канівець Володимир Михайлович ( 17.08.1983 с.Лецьки) український актор театру та кіно, закінчив Київський національний університет театру, кіно і телебачення імені Івана Карпенка-Карого. З 2022 року став на захист України у лави ЗСУ ІІІ ОШБр, звання ст.сержант.